# バイス・プリンシパルズ
バイス・プリンシパルズ（原題: Vice Principle）は、2016年から2017年に放送されたアメリカ合衆国のコメディドラマシリーズ。製作はダニー・マクブライドとジョディ・ヒル、出演はダニー・マクブライド、ウォルトン・ゴギンズ、キンバリー・エベール・グレゴリー、デイル・ディッキー、ジョージア・キング、ショーン・マッキーニー、ビジー・フィリップス、シェー・ウィガムなど。2014年5月にHBOが製作を決め18エピソードを発注、2つのシーズンに分割され放送された。2016年にシーズン1が放送され、最終となるシーズン2は2017年に放送された。 

## あらすじ
ノースジャクソン高校の嫌われ副校長ニール・ギャンビー（ダニー・マクブライド）は、退任予定の現校長の後任になることを狙っていた。しかし、現校長（ビル・マーレイ）は、彼ともう1人の副校長リー・ラッセル（ウォルトン・ゴギンズ）のどちらも信頼しておらず、代わりに外部からベリンダ・ブラウン博士（キンバリー・エベール・グレゴリー）を校長に採用してしまう。そこでニールとリーは共謀し、ブラウンを校長の座から引き摺り下ろそうと画策する。 

## エピソード
| シーズン | シーズン | 話数 | 話数 | 放送期間      | 放送期間       |
| シーズン | シーズン | 話数 | 話数 | 初回放送      | 最終回放送     |
| -------- | -------- | ---- | ---- | ------------- | -------------- |
|          | 1        | 9    | 9    | 2016年7月17日 | 2016年9月18日  |
|          | 2        | 9    | 9    | 2017年9月17日 | 2017年11月12日 |